# Franz Buchner (Politiker)

Franz Buchner

Franz Xaver Buchner, Pseudonym Hans Karl Bunger (* 17. Juni 1898 in Starnberg; † 26. Juni 1967 ebenda), war ein deutscher Politiker (NSDAP), in der Zeit des Nationalsozialismus Reichstagsabgeordneter und Bürgermeister von Starnberg.

## Leben

### Herkunft
Buchner besuchte von 1905 bis 1917 die Volksschule und die Ludwigkreisrealschule in München. Ab Mai 1917 nahm er als Soldat in Minenwerfer-Einheiten am  Ersten Weltkrieg teil. Buchner wurde dabei an der Westfront in Flandern und bei Verdun eingesetzt und bei St. Beaussant verwundet. Zuletzt wurde er als Unteroffizier eingesetzt und war Offiziersaspirant. An der Niederschlagung der Münchner Räterepublik beteiligte sich Buchner im April und Mai 1919 als Angehöriger des Freikorps Epp, anschließend war er bis 1921 Mitglied im Freikorps Oberland. Ab August 1919 arbeitete Buchner als Beamter im Bayerischen Vermessungsamt in Starnberg.

### Frühe politische Betätigung
1922 trat Buchner in die  NSDAP und in die  SA ein, 1923 war er Angehöriger der Abteilung Starnberg des SA-Regiments „Nordwest“. Im November 1923 nahm Buchner am Hitler-Ludendorff-Putsch in München teil. Nach dem Verbot der NSDAP infolge des Putsches trat Buchner der  Großdeutschen Volksgemeinschaft (GVG) bei, eine Tarn- und Ersatzorganisation der NSDAP. Am 24. Februar 1924 gründete er die Starnberger NSDAP-Ortsgruppe; bis Februar 1925 war er Bezirksleiter der GVG in Starnberg. Nach der Wiederzulassung der NSDAP gehörte Buchner zu den Gründern der Ortsgruppe Starnberg, der Partei trat er zum 11. Mai 1925 (Mitgliedsnummer 3.988) bei. Von 1925 bis 1928 leitete er die Ortsgruppe, anschließend war Buchner ehrenamtlicher Bezirksleiter oder Kreisleiter der NSDAP in Starnberg. 1925 war er zudem kurzzeitig Führer des SS-Trupps Starnberg. 1928 wurde er in den Starnberger Stadtrat gewählt und führte die dortige NSDAP-Fraktion an. Von 1928 bis 1943 hatte Buchner eine Zulassung als Gauredner für den Gau München, später den Gau München-Oberbayern.
Zwischen 1930 und 1932 war Buchner mehrfach wegen politischer Vergehen und Straftaten kurzfristig inhaftiert. Eine fünftägige Gefängnisstrafe 1930 erfolgte wegen eines Vergehens gegen das Republikschutzgesetz, 1932 wurde Buchner wegen „Aufreizung zu politischen Gewalttätigkeiten“ zu drei Monaten Gefängnis verurteilt; weitere Strafverfahren betrafen Beleidigungen und gefährliche Körperverletzung. Nach einem 1934 verfassten Lebenslauf will Buchner „leichte Verletzungen bei Saalschlachten in Penzberg und Pöcking“ davongetragen haben. Rückblickend sah er sich „[m]it Gefängnis und Redeverboten terrorisiert durch das vormärzliche System.“ Von 1932 bis 1934 übernahm Buchner das Amt des Gauinspektors und Kommunalreferenten der NSDAP im Gau München-Oberbayern.

### In der Zeit des Nationalsozialismus
Nach der „Machtergreifung“ der Nationalsozialisten wurde Buchner im März 1933 in den Reichstag gewählt. Zuvor war er im Februar 1933 nach Einleitung eines Dienststrafverfahrens aus dem Vermessungsamt ausgeschieden. Im April 1933 wurde Buchner Erster Bürgermeister der Stadt Starnberg. Im Gau München-Oberbayern war er von 1933 bis 1936 Gauschulungsleiter und von 1934 bis 1936 und nochmals ab 1. Oktober 1941 Leiter des Amtes für Kommunalpolitik. Zudem war Buchner in der NSDAP-Parteizentrale für das Vermessungswesen zuständig.
Offenbar ab 1941 fiel Franz Buchner in Ungnade. Nach Kriegsende behauptete Buchner, dies sei Folge seines'„passiven und später immer offener gewagten aktiven Widerstandes“ gewesen. Die tatsächlichen Gründe sind nicht vollständig bekannt. Im Dezember 1943 forderte Heinrich Himmler den Münchner Gauleiter Paul Giesler auf, Buchner amtsärztlich untersuchen zu lassen. Er zeige Verhaltensauffälligkeiten, die „als nicht mehr normal bezeichnet werden“ könnten. Im gleichen Monat legte Buchner seine Ämter als NSDAP-Kreisleiter und Starnberger Bürgermeister nieder. Auf Druck auch des Fraktionsvorsitzenden Wilhelm Frick schied er am 20. August 1944 aus dem Reichstag aus. Im Oktober 1944 wurde ein Parteigerichtsverfahren eingeleitet, im Dezember 1944 erteilte das Oberste Parteigericht der NSDAP unter Walter Buch ihm wegen schwerer Verstöße gegen die Parteidisziplin eine „strenge Verwarnung unter Androhung des Ausschlusses aus der Partei“. In der Endphase des Zweiten Weltkrieges soll Buchner bei der Organisation Todt gewesen sein.

### Nach Kriegsende
Am 28. Februar 1945 setzte sich Franz Buchner aus Starnberg ab. Für fünf Jahre lebte er unter dem Namen „Hans Karl Bunger“ in Höchstadt an der Aisch bei Nürnberg. Buchner betätigte sich in dieser Zeit als Kunstmaler, den Kontakt zu seiner Familie und seiner Anwältin erhielt er aufrecht. Am 24. Mai 1949 wurde er in Abwesenheit von der Hauptspruchkammer München in der Entnazifizierung als „Belasteter“ in die Kategorie II eingestuft und zu drei Jahren Arbeitslager, Einzug der Hälfte seines Vermögens sowie Berufsbeschränkungen für eine Dauer von fünf Jahren verurteilt. In der Berufungsverhandlung am 18. November 1949 wurde die Haftstrafe auf ein Jahr Arbeitslager reduziert. Am 22. Februar 1950 wurde Buchner in Höchstadt festgenommen; bis zum 22. November 1950 war er im Arbeitslager Eichstätt inhaftiert. Dort wurde er als Hilfsarbeiter in der Gärtnerei und im Lager sowie als Schreiber in der Rechtsberatungsabteilung eingesetzt.
Nach der Entlassung kehrte Buchner nach Starnberg zurück und lebte zunächst von der Fürsorge. Bemühungen um die Wiederaufnahme seines Entnazifizierungsverfahrens führten im Juli 1952 zunächst zu einer Reduktion des Vermögenseinzugs auf eine Sühneleistung von 3000 DM. Am 23. November 1955 wurde das Urteil gänzlich aufgehoben und Buchner in die Kategorie „Minderbelasteter“ eingestuft. Damit galt er als rehabilitiert, alle zuvor ausgesprochenen Sühnemaßnahmen waren hinfällig. Buchner war es zudem möglich, rückwirkend ab 1945 eine Pension für seine Tätigkeit als Vermessungsbeamter zu beziehen. Nach Unterlagen der Zentralstelle in Ludwigsburg starb Franz Buchner im Juni 1967.